# Erycibe rheedii
Erycibe rheedii är en vindeväxtart som beskrevs av Carl Ludwig von Blume. Erycibe rheedii ingår i släktet Erycibe och familjen vindeväxter. Inga underarter finns listade i Catalogue of Life.